# 關山利一
關山利一（1909年12月23日—1970年1月15日）日本兵庫縣人，職業九段圍棋手。師從鈴木為次郎名譽九段，先後隸屬於日本棋院、關西棋院。第一屆實力制本因坊戰勝利者，雅號本因坊利仙。長子關山利夫同為九段圍棋手。

## 生平
關山利一1909年出生於日本兵庫縣尼崎市。幼時隨父親關山盛利四段學習圍棋。1922年接受惠下田榮芳（十六世井上因碩）指導，由被讓八子提升到被讓兩子。1924年前往首都，成為鈴木為次郎弟子。1926年取得段位，1929年升四段。1932年在時事新報主辦的「時事棋戰」淘汰賽中，持白3目勝打破吳清源的18連勝。1934年春秋兩季大手合中連續優勝，升五段；1938年春秋兩季大手合連續優勝，1939年升六段。
關山參加1939年開始的第1屆本因坊戰預選賽，在六段級淘汰賽中勝出，進入七段級淘汰賽。在四輪最終八人淘汰賽中，分別取得第2名、第1名、首局失利、第3名，成績總排名第一。1941年2月起，同第二名加藤信七段對弈六局棋決勝，以三勝三負、預選賽第一的成績取得首個本因坊頭銜，雅號「本因坊利仙」。1942年升七段。
1943年第2屆本因坊戰接受橋本宇太郎挑戰時，因脊髓疾患導致神經性胃病。第一局持白中盤負，第二局中盤棄權。當時門徒梶原武雄提出代師參賽但遭到拒絕，原因是個人賽時代來臨，選手不能像過去代表家族參賽。
1945年因東京空襲疏散至岡山縣笠岡。1949年遷至大阪市，後加入關西棋院。1951年升八段。1952年參加全本因坊全八段戰，半目負於岩本薰為其最後正式對局。1958年推舉為九段。1970年因急性肺炎逝世，關西棋院舉行葬禮。

## 家庭
關山利一一家多與關西棋院有關。長女為橋本昌二九段妻子，次女為倉橋正藏八段妻子。長子關山利夫九段，其岳父為小山久義六段，妻子為關西棋院圍棋學園兒童教室總指導。其孫關山利道和倉橋正行均為九段。